# Центральна Тибетська Адміністрація
Центральна Тибетська Адміністрація або ЦТА (тиб. བཙན་བྱོལ་བོད་གཞུང་, вайлі: btsan-byol bod gzhung), офіційно Центральна Тибетська Адміністрація Його Святості Далай-Лами — організація, розташована в Індії, під керівництвом Далай-Лами XIV і частково прем'єр-міністра Тибету. Метою організації є «повернення тибетських біженців та відновлення свободи та щастя в Тибеті». Утворена 1959 року в Індії, її зазвичай називають «Тибетським урядом у вигнанні», втім сама структура заявляє, що вона «не призначена для захоплення влади в Тибеті», натомість її буде розпущено «як тільки буде відновлено свободу в Тибеті» і всередині нього тибетці сформують свій уряд.
Окрім відстоювання політичних інтересів організація створює мережу шкіл та інших культурних центрів для тибетців в Індії. 11 лютого 1991 року ЦТА стала членом-засновником Організації непредставлених націй та народів на церемонії, що відбувалася в Палаці Миру у Гаазі, Нідерланди.